# Comuna 7 (Duitama)
La Comuna 1, Centro-Sur es una de las 8 comunas de la ciudad de Duitama en el departamento colombiano de Boyacá. Allí se encuentran : El Hospital Regional De Duitama , La Quebrada la Aroma y Postobon.

## División política y administrativa
Los barrios pertenecientes a la comuna son:
- Compuesta por 3 barrios, así: La Esperanza, Sauzalito y Villa Rousse.